# Реэрре
Реэрре́ (фр. Reherrey) — коммуна во французском департаменте Мёрт и Мозель региона Лотарингия. Относится к  кантону Баккара.	

## География

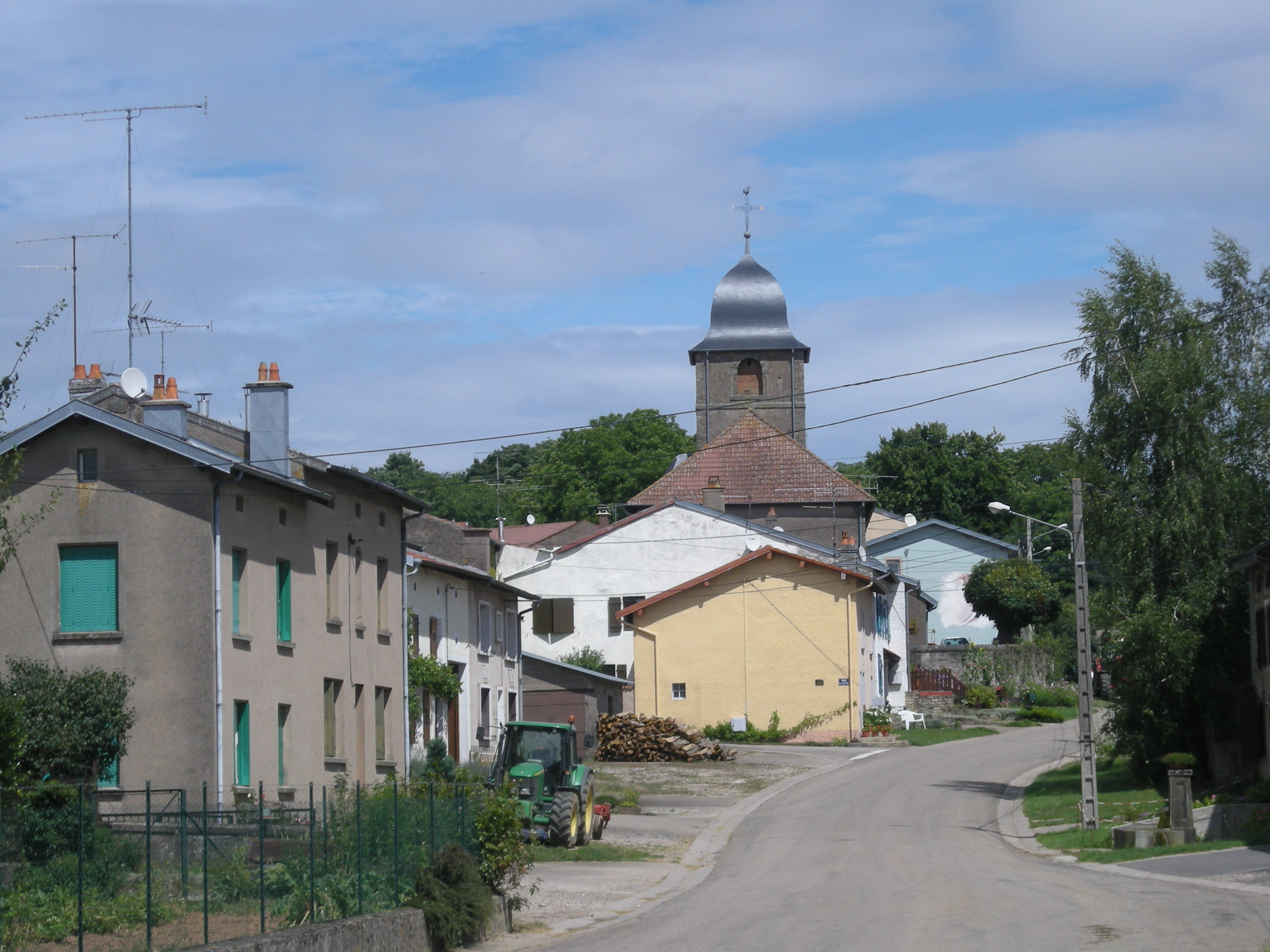
Центральная улица и церковь Реэрре.

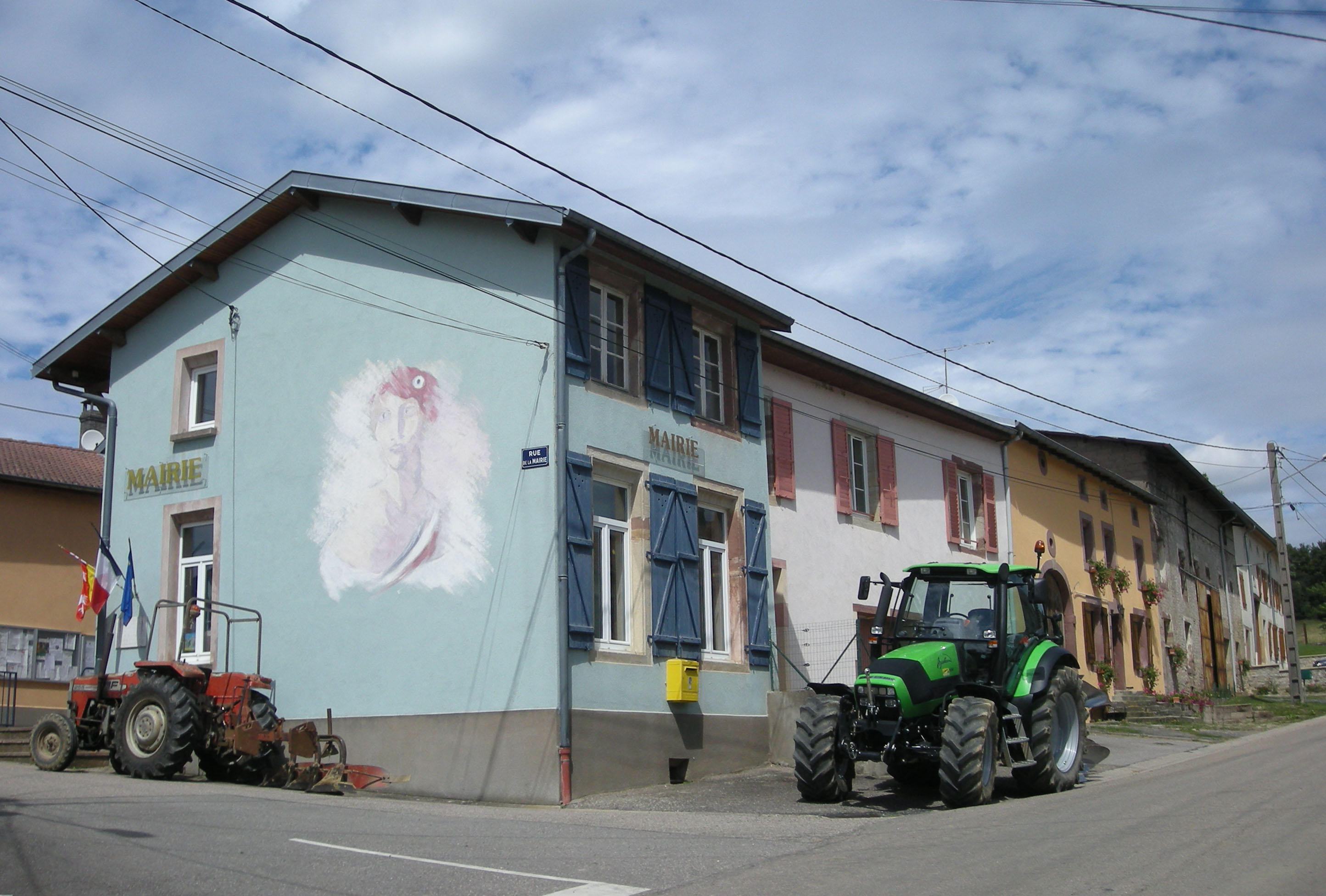
Мэрия Реэрре.

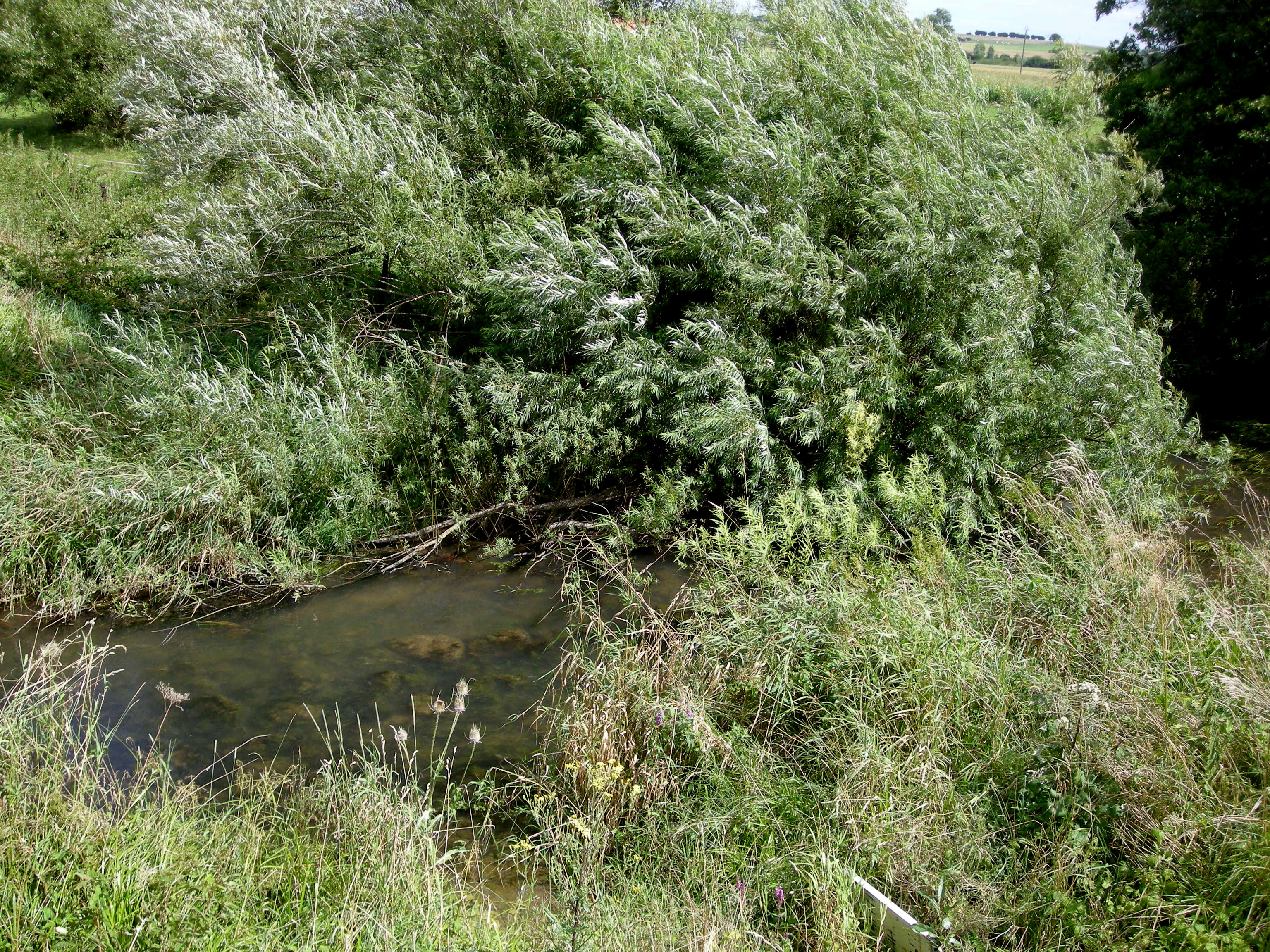
Вердуретт в окрестностях Реэрре.

Реэрре расположен в 50 км к юго-востоку от Нанси. Стоит на Вердуретте, одном из главных притоков Везузы, окружен сельскохозяйственными пастбищами. Соседние коммуны: Миньевиль на севере, Монтиньи на востоке, Мервиллер на юге, Брувиль и Желакур на юго-западе, Ваксенвиль, Абленвиль и Петтонвиль на северо-западе.

## Демография
Население коммуны на 2010 год составляло 128 человек.
| 1962 | 1968 | 1975 | 1982 | 1990 | 1999 | 2010 |
| ---- | ---- | ---- | ---- | ---- | ---- | ---- |
| 159  | 138  | 112  | 108  | 112  | 125  | 128  |

## Экономика
Экономика Реэрре, как исключительно сельской коммуны, включает выращивание пшеницы и крупного рогатого скота.

## Достопримечательности
- Церковь XVIII века.